# قیام (لنده)
قیام، روستایی از توابع بخش مرکزی شهرستان لنده در استان کهگیلویه و بویراحمد ایران است.

## جمعیت
این روستا در دهستان عالی طیب قرار دارد و براساس سرشماری مرکز آمار ایران در سال ۱۳۸۵، جمعیت آن ۸۶۲ نفر (۱۶۴خانوار) بوده‌است.